# Caridina paracornuta
Caridina paracornuta е вид десетоного от семейство Atyidae.

## Разпространение и местообитание
Видът е разпространен в Китай (Гуейджоу).
Обитава сладководни басейни и потоци.